# Konstantinbågen
Konstantinbågen (Arco di Costantino) är en triumfbåge i Rom, uppförd år 315 till minne av kejsar Konstantins seger över Maxentius vid Pons Milvius 312. Den påminner om den hundra år äldre Septimius Severusbågen, som förmodligen fått fungera som förebild. Konstantinbågen är belägen mellan Colosseum och Palatinen.
Konstantin hävdade, att han vann segern vid Pons Milvius tack vare en uppenbarelse av Kristus (se In hoc signo vinces), men det är inget kristet över triumfbågen. De flesta medaljongerna, relieferna och statyerna härstammar från tidigare monument. Konstantinbågen är utsmyckad med statyer av dakiska ledare som hämtats från Trajanus forum och reliefer av Marcus Aurelius, däribland en där han delar ut bröd bland de fattiga.
Inne i triumfbågen finns reliefer av Trajanus seger över dakerna. Dessa utfördes sannolikt av samme konstnär som arbetade på Trajanuskolonnen.

## Detaljbilder

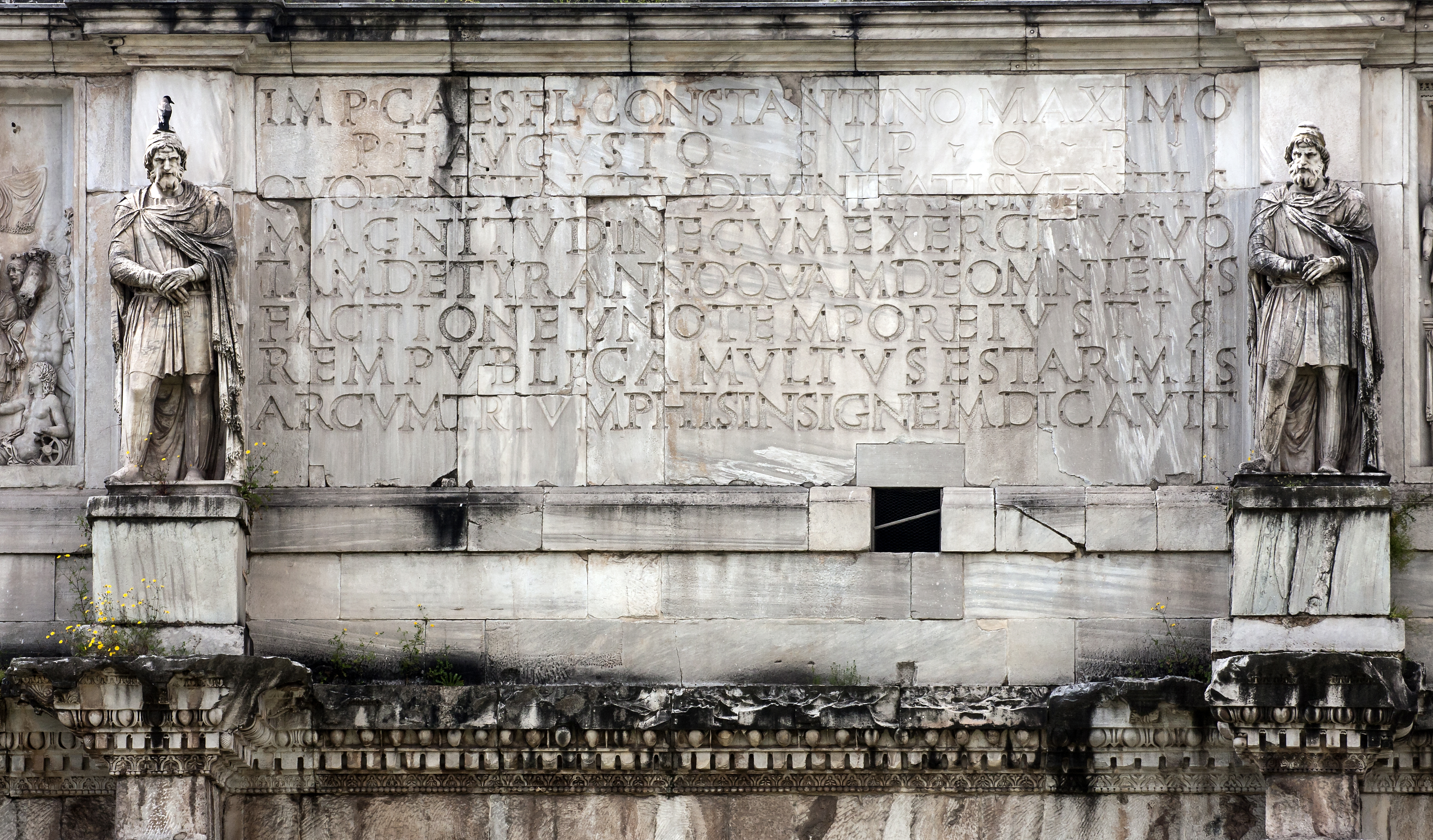
Dedikationsinskriptionen.

### Tillägnan
Samma text återfinns ovanför huvudportalen på båda sidor om porten. Texten lyder i svensk översättning:

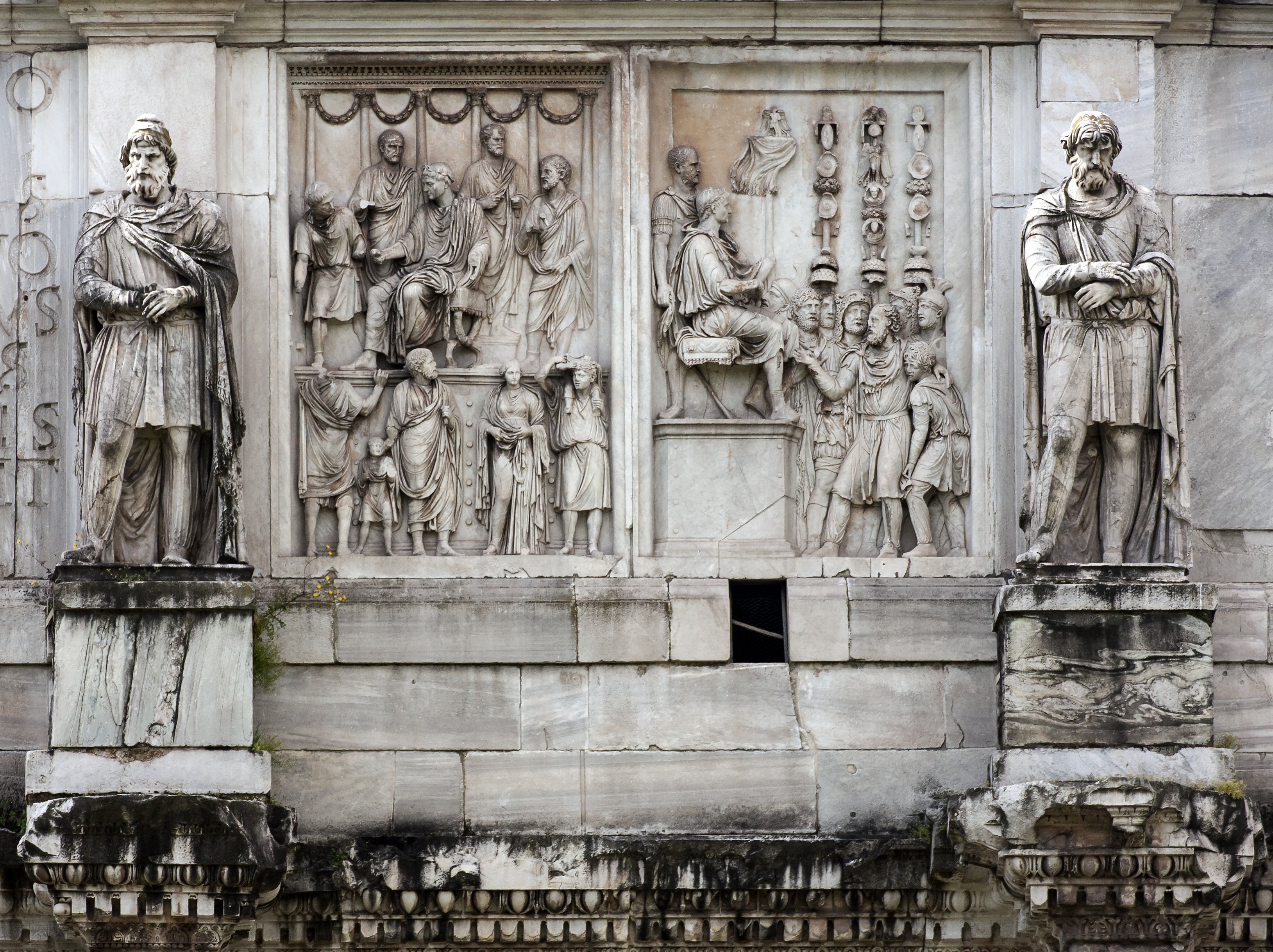

| ” | Till kejsaren Caesar Flavius Konstantin, den störste, Pius, Felix, Augustus: inspirerad av en gudomlighet, i sitt sinnes storhet, brukade han, med rättfärdig vapenstyrka, sin armé till att rädda staten från å ena sidan en tyrann och å andra sidan varje form av splittring. Därför har senaten och Roms folk tillägnat hans triumfer denna exceptionella port. | „ |

Bilden visar den norra sidan.

### Marcus Aurelius reliefer och de dakiska statyerna
Statyer av krigsfångar från Trajanus seger över dakerna år 106 omger reliefer från Marcus Aurelius fälttåg mot germanerna på 100-talet. Den vänstra reliefen visar kejsaren som delar ut pengar till folket. På den högra mottar han en fiendehövdings kapitulation. Det finns fyra Aurelius-reliefer på varje sida bågen. De här är på norra sidan.

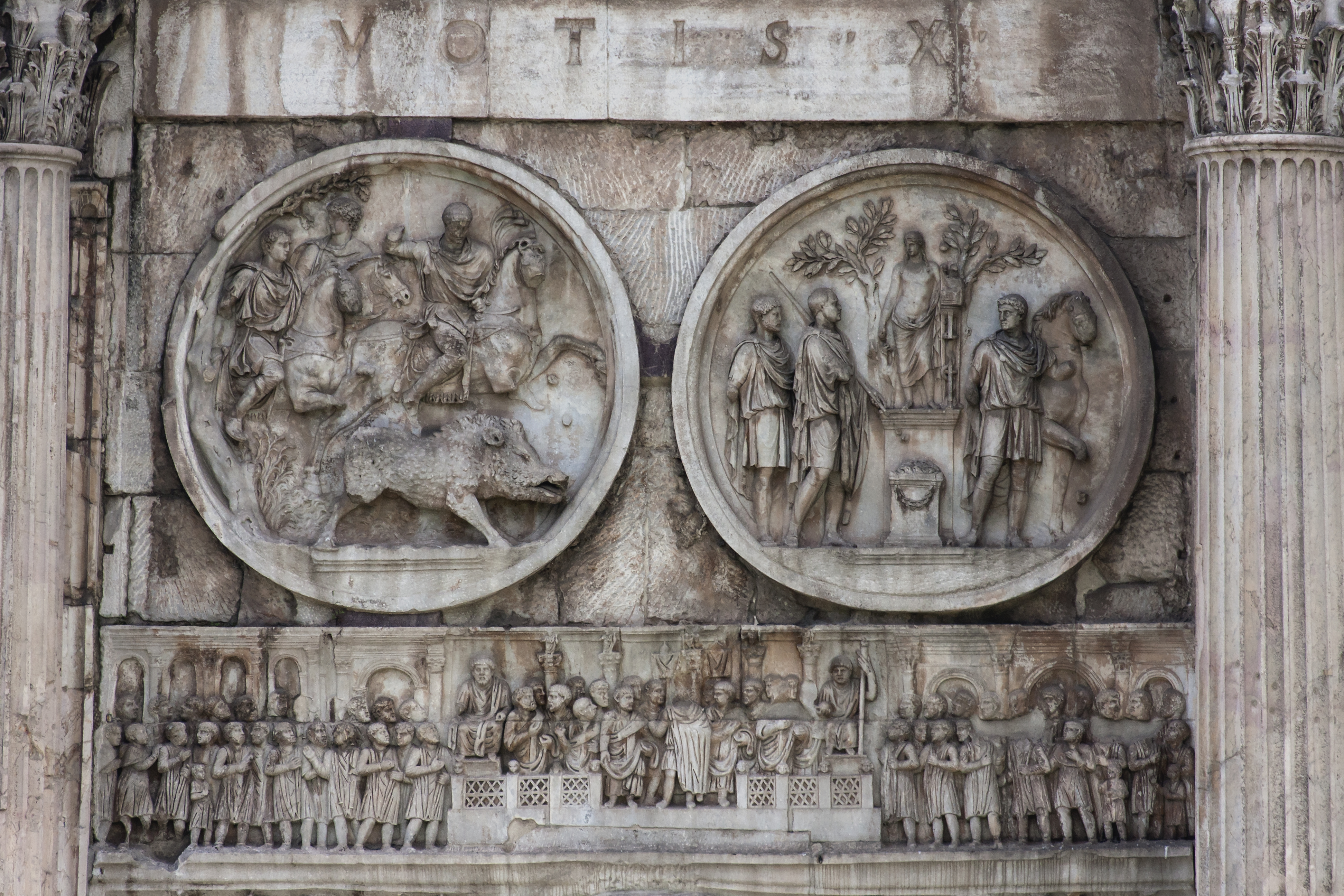

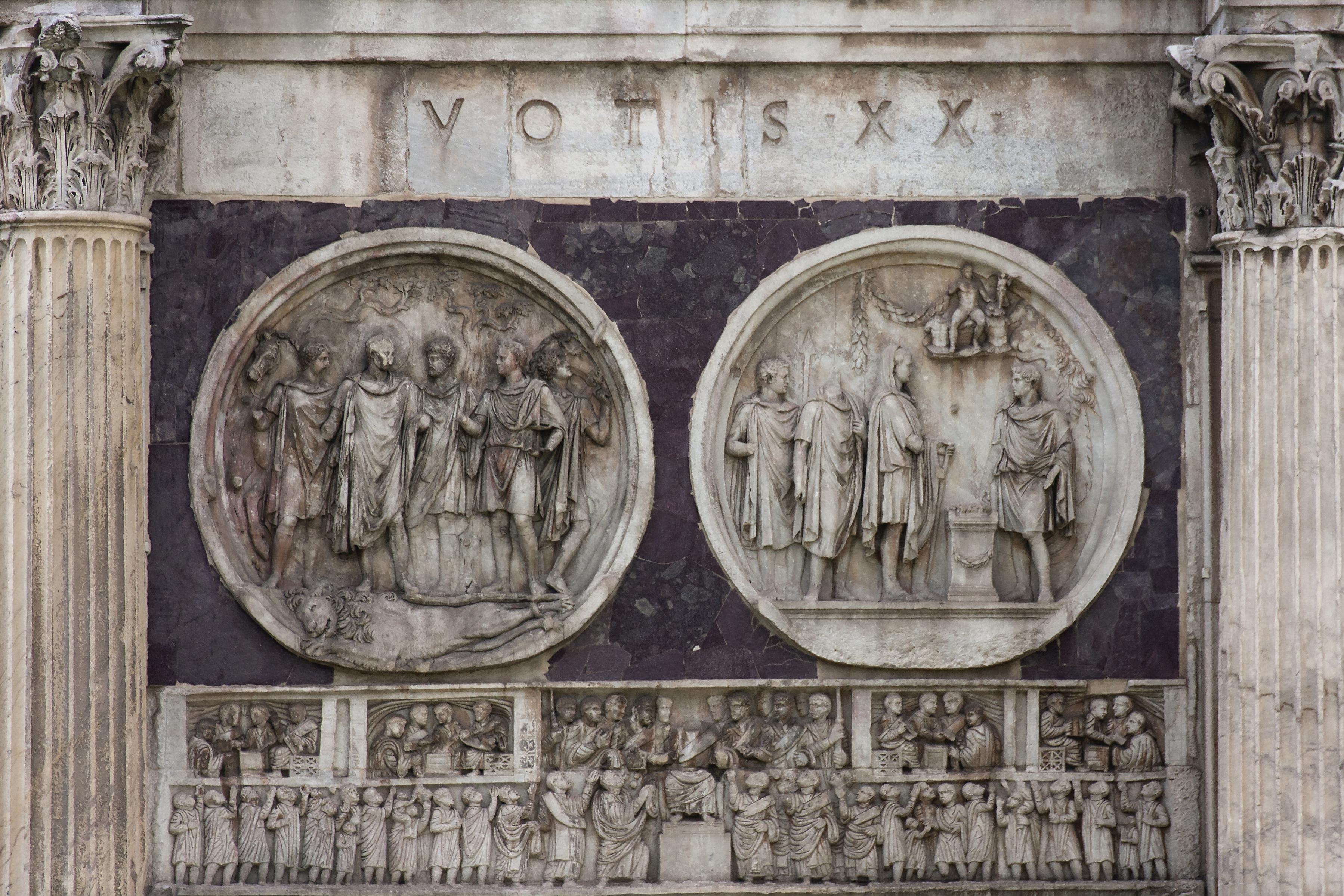

### Hadrianus medaljonger och konstantinska friser
På bilderna syns fyra medaljonger på norra sidan, vilka ursprungligen troligen föreställt Hadrianus och Antonius Pius, men den förstnämndes ansikte har bearbetats för att i stället gestalta Konstantin. På södra sidan finns ytterligare fyra medaljonger i samma stil. De fyra här avbildade föreställer en vildsvinsjakt, ett offer till Apollo, en lejonjakt samt ett offer till Hercules.
Under medaljongerna finns en fris som troligen inte är lånad från äldre konst utan tillverkad för Konstantinbågen.